# Йохан Готфрид Гал
Йохан Готфрид Гал (на немски: Johann Gottfried Galle) е германски астроном.

## Биография

### Произход и образование
Роден е на 25 юни 1812 година близо до Радис, Саксония-Анхалт, в семейството на Мари Хенриет (1790 – 1839) и Йохан Готфрид Гале (1790 – 1853). Завършва гимназия във Витенберг и от 1830 до 1833 учи в Университета „Фридрих-Вилхелм“ в Берлин. Става учител в гимназия в Губен, където преподава математика и физика. По-късно се прехвърля в гимназия в Берлин.

### Берлинската обсерватория
Започва работа като асистент на Йохан Енке през 1835 г., веднага след завършването на новата Берлинската обсерватория. Гал работи там в продължение на 16 години. От 2 декември 1839 до 6 март 1840 г. той открива три нови комети.
С помощта на своя студент Хайнрих д'Арест открива планетата Нептун от Берлинската обсерватория на 23 септември 1846. Използва изчисленията на Юрбен Льоверие, за да разбере къде да гледа. Гал отказва да се признае за откривател на Нептун, той приписва откритието на Льоверие.

### Обсерватория в Бреслау
През 1851 г. Гал се премества в Бреслау (днес Вроцлав), за да стане директор на местната обсерватория, а през 1856 става професор по астрономия във Бреслауския университет. Той работи в Бреслау повече от 45 години. За учебната 1875/76 година е избран за ректор.
В Бреслау Гал се занимава с точното определяне на планетарните орбити и разработва методи за изчисляване на пътя на метеори. С помощта на сина си описва и публикува списък с всички 414 комети открити до 1894 г. Занимава се и със земното магнитно поле и климатология. Като цяло публикува над 200 творби.

### Късни години
През 1897 г., Гал се премества в Потсдам, където умира на 10 юли 1910 година на 98-годишна възраст.

## Памет
Кратери на Луната и Марс, както и един от пръстените на Нептун, носят неговото име.